# Strossmayeria dickorfii
Strossmayeria dickorfii är en svampart som beskrevs av Iturr. 1990. Strossmayeria dickorfii ingår i släktet Strossmayeria och familjen Helotiaceae.   Inga underarter finns listade i Catalogue of Life.